# Savigny (Alta Marna)
Savigny è un comune francese di 54 abitanti situato nel dipartimento dell'Alta Marna, nella regione del Grand Est.

## Società

### Evoluzione demografica
Abitanti censiti